# Моховик припудрений
Моховик припудрений (Boletus pulverulentus) — вид базидіомікотових грибів родини болетові (Boletaceae).

## Опис
Шапинка діаметром 4-12 см, іноді до 15 см, спочатку. Спочатку випукла, з віком стає плоскою, забарвлення мінливе, варіює від червоно-коричневого до сіро-оливкового. Ніжка заввишки 5-10 см, циліндричної форми, золотисто-жовтого забарвлення з червоними плямами. М'якоть жовтого кольору, із слабким запахом та солодкуватим смаком, при натискані синіє, а з часом чорніє.

## Поширення та екологія
Росте в листяних лісах, особливо під дубами і буками, а також в змішаних і хвойних лісах з ялиною. Плодоносить наприкінці літа й восени. Зустрічається, як правило, групами. Поширений по всій Європі, у Північній Азії, Північній Африці, на сході США, у Центральній Америці.

## Значення
Їстівними є лише молоді гриби, але низької якості. Дорослі гриби стають гіркими і не придатні до вживання. Гриби збирають у серпні-вересні.